# Escudo de Sark
El escudo de la Isla de Sark posee la siguiente descripción heráldica: en un campo de gules (rojo), dos leones pasantes (o leopardos ya que en ocasiones la heráldica no los diferencia) de oro uñados, linguados y armados de azur (azul).
Los elementos del escudo (que también forman parte de la bandera de la isla) se han adoptado del escudo de armas y el estandarte del Seigneur (Señor) de Sark.
que son los mismos elementos que el escudo de Normandía,
de la que formaron parte las Islas del Canal hasta el año 1204.